# Schweizerische Südostbahn (2001)
Die Schweizerische Südostbahn (SOB) ist eine  Eisenbahngesellschaft mit Sitz in St. Gallen. Auf ihrem eigenen, normalspurigen Streckennetz betreibt sie den Voralpen-Express, dazu in Kooperation mit den SBB den Treno Gottardo und die Aare Linth.
Die SOB entstand 2001 aus einer Fusion der ehemaligen Schweizerischen Südostbahn und der Bodensee-Toggenburg-Bahn. 2006 kam im Rahmen einer Netzbereinigung mit den SBB der obere Teil der früheren Toggenburgerbahn dazu, im Gegenzug gab die SOB ihre Anteile an den Gemeinschaftsbahnhöfen ab. Für das Jahr 2022 wies das Streckennetz der SOB eine Länge von 111 Kilometern aus, bei 145 Kilometern Gleislänge. Charakteristisch für das SOB-Südnetz sind die Steigungen von bis zu 50 Promille.

## Geschichte

### Vorgängerbahnen

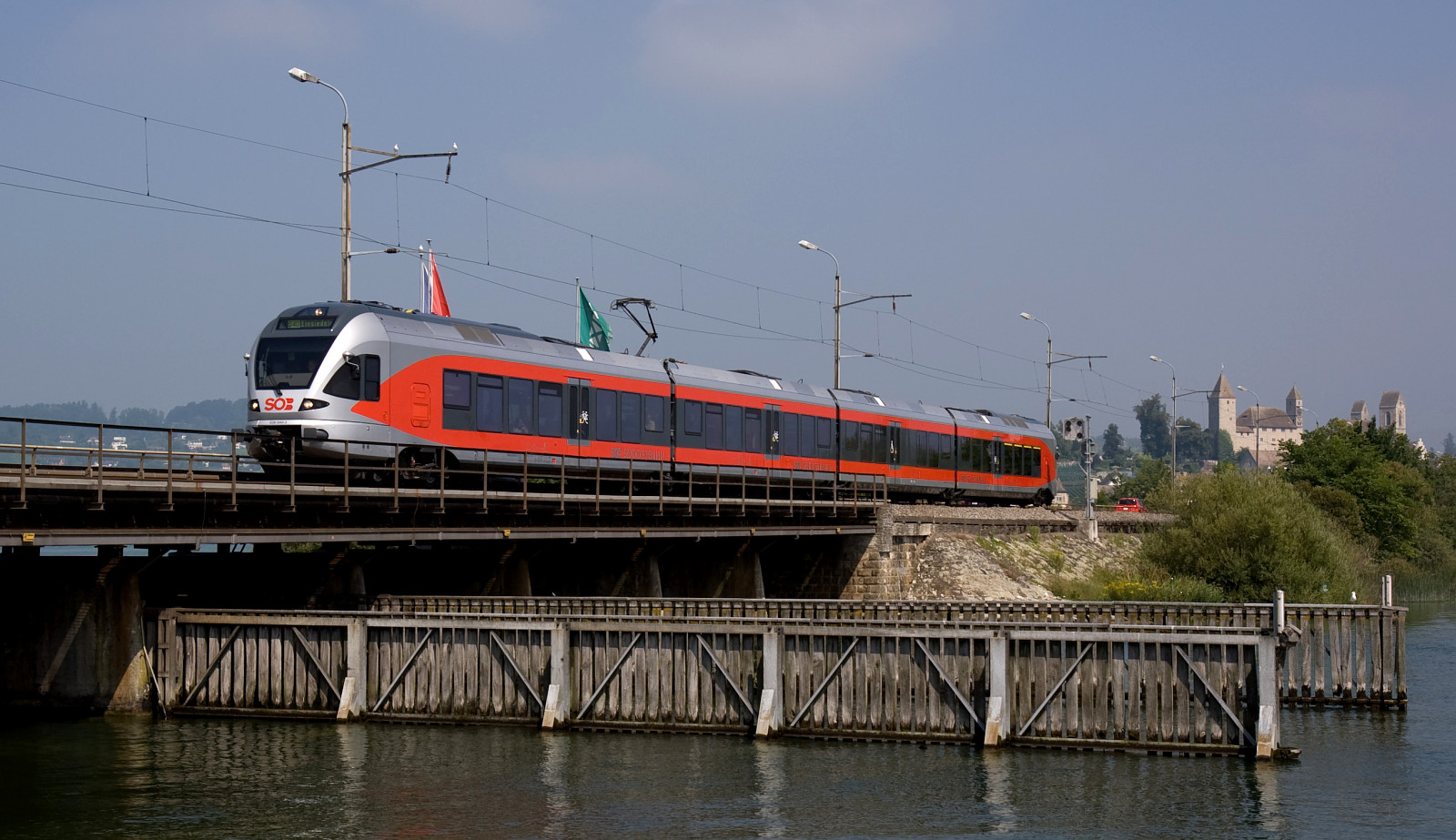
Die älteste Strecke der SOB über den Seedamm bei Rapperswil mit der RABe 526 044 (Stadler Flirt).

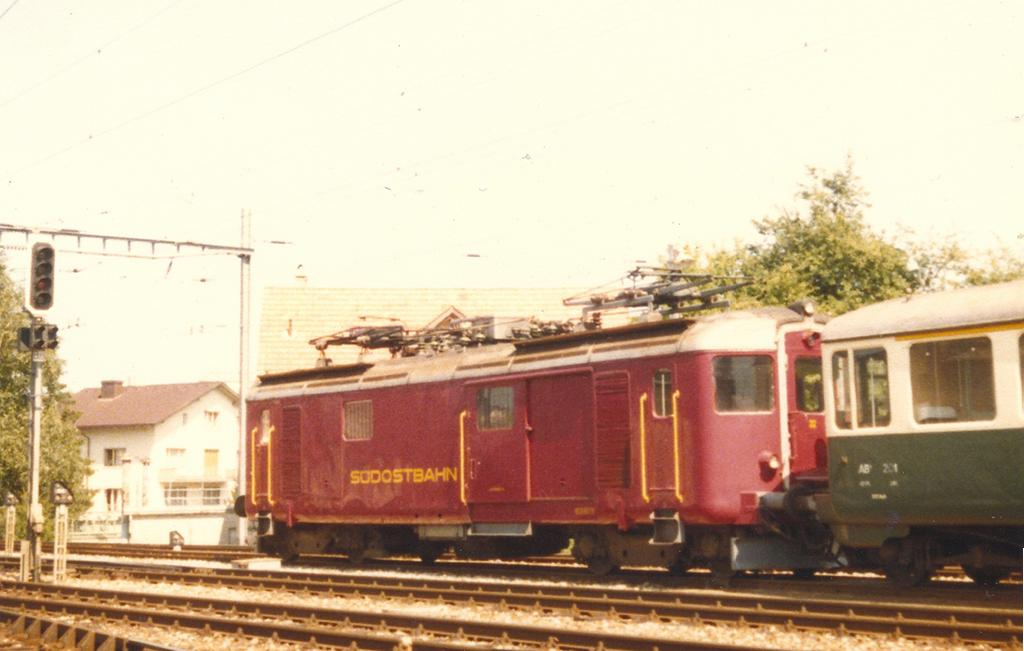
Gepäcktriebwagen De 4/4 22 der «alten» Südostbahn in Einsiedeln

Die älteste Strecke der SOB ist Lichtensteig–Ebnat-Kappel. Diese wurde am 24. Juni 1870 im Zuge der Strecke Wil–Ebnat der Toggenburgerbahn eröffnet.
1877 nahm die erste der beiden Vorläuferinnen der «alten» Südostbahn den Betrieb auf, die Wädenswil-Einsiedeln-Bahn (WE). Bereits 1878 folgte die Zürichsee–Gotthardbahn (ZGB), welche die Bahnstrecke über den gleichzeitig eröffneten Seedamm von Rapperswil errichtete.
Zwölf Jahre später, am 1. Januar 1890, entstand die Schweizerische Südostbahn mit Sitz in Wädenswil, durch die Fusion der WE und der ZGB sowie der beiden Initiativkomitees für die Strecken Biberbrugg–Goldau und Pfäffikon–Samstagern, die seit ihrer Eröffnung im Jahre 1891 zusammen mit den bestehenden Strecken Wädenswil–Einsiedeln und Rapperswil–Pfäffikon SZ ein zusammenhängendes Streckennetz bilden, das die SOB heute als Südnetz bezeichnet.
1904 wurde die Bodensee-Toggenburg-Bahn (BT) gegründet. Die BT eröffnete die Strecken Romanshorn–St. Gallen St. Fiden und St. Gallen HB–Lichtensteig–Wattwil im Jahre 1910. Der Abschnitt Lichtensteig–Wattwil wurde parallel zur bestehenden Strecke der SBB gebaut, welche im selben Jahr die Strecke von Wattwil aus durch den Rickentunnel nach Uznach verlängerte. Zwei Jahre später eröffnete die BT die Strecke Ebnat-Kappel–Nesslau-Neu St. Johann und pachtete die bestehende SBB-Strecke Wattwil–Ebnat-Kappel für einen durchgehenden Betrieb.
Durch die verschiedenen Berührungspunkte arbeiteten sowohl die BT als auch die SOB schon früh mit den SBB zusammen. Die durchgehenden Züge von Romanshorn über Rapperswil und Arth-Goldau nach Luzern, welche von den drei Gesellschaften gemeinsam betrieben werden, wurden ab 1992 unter dem Namen Voralpen-Express geführt, und die Allianz wurde 1998 als einfache Gesellschaft formalisiert.

### Fusion und weitere Entwicklung
| Eigner der Schweizerischen Südostbahn |

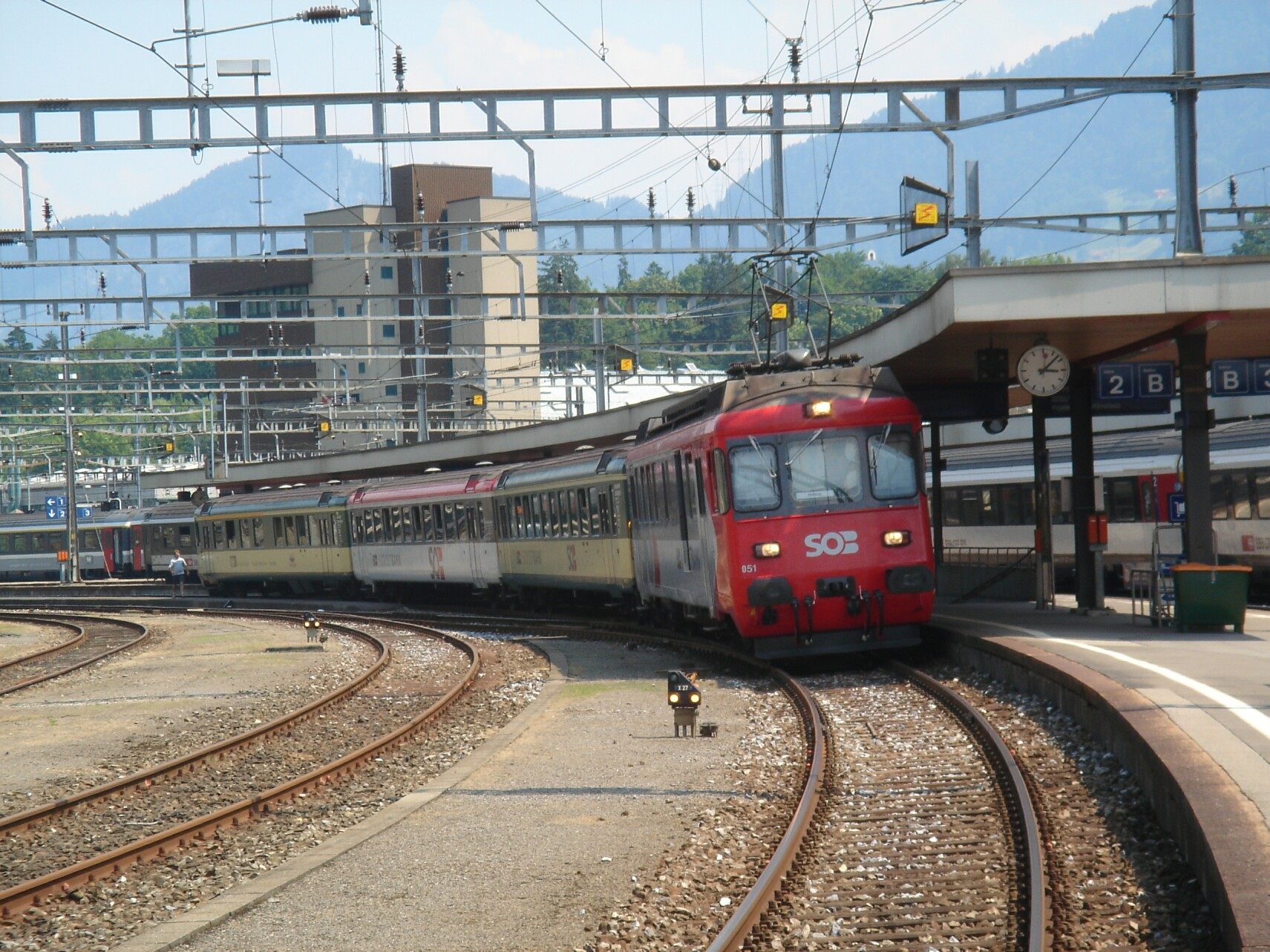
Von der BT stammender Pendelzug im Jahr 2005 im Bahnhof Arth-Goldau. Der Triebwagen und der zweite Zwischenwagen tragen bereits den neuen Anstrich der SOB, der Steuerwagen fährt noch in den Farben der BT.

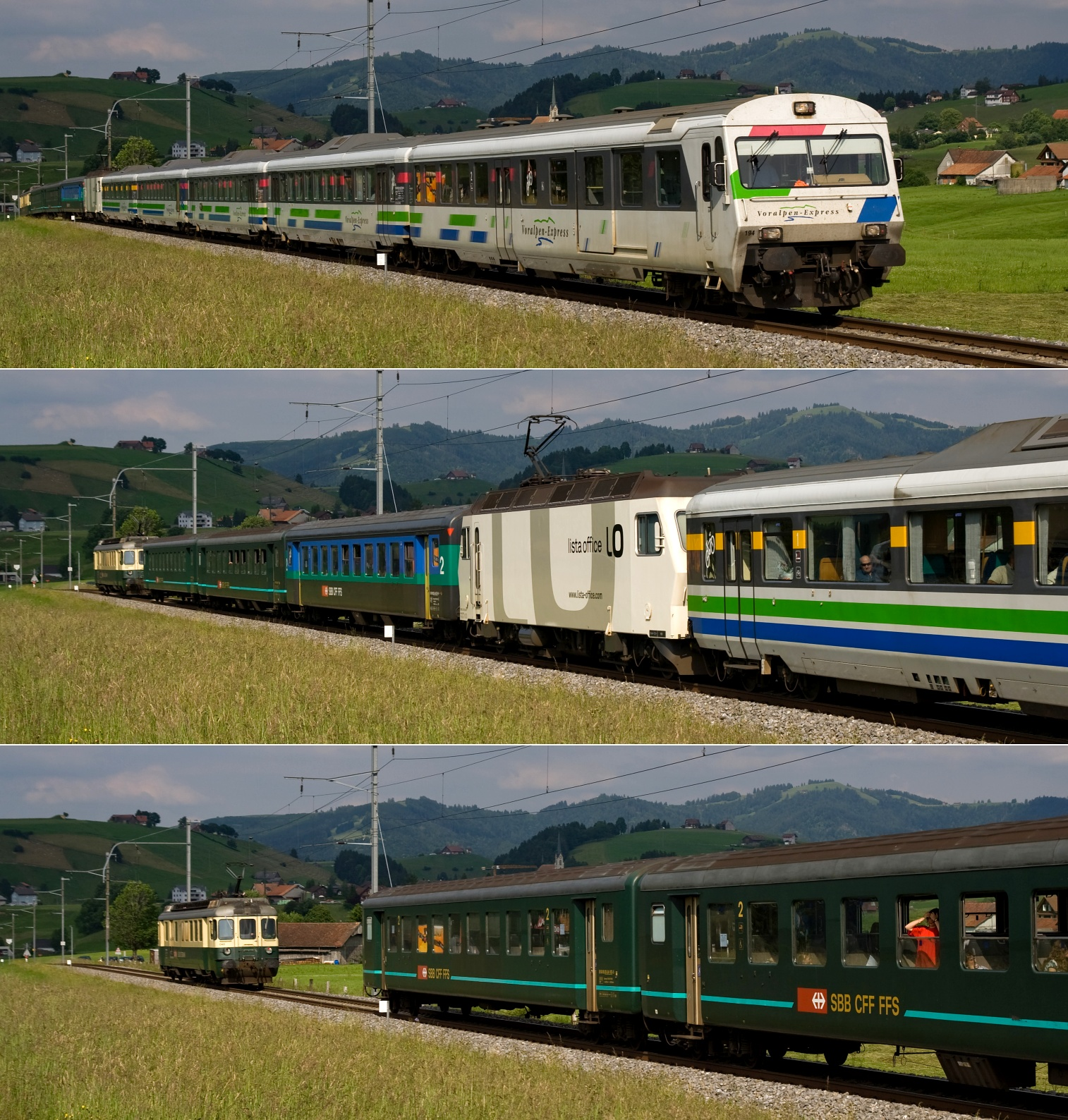
Schubdienste waren bis 2013 nicht unüblich: In Biberbrugg abgekuppelter BDe 4/4 trennt sich vom Voralpen-Express, nachdem er diesen ab Pfäffikon SZ geschoben hat.

Rückwirkend auf den 1. Januar 2001 fusionierten die beiden Bahngesellschaften BT und SOB zur «neuen» Schweizerischen Südostbahn mit Sitz in St. Gallen. Dadurch wurden die Besitzverhältnisse neu verteilt – die heutige SOB gehört zu 35,83 % dem Bund, zu 19,17 % dem Kanton St. Gallen, zu 17,58 % diversen Gemeinden und Bezirken und zu 12,27 % den Kantonen Schwyz, Zürich, Thurgau und Appenzell Ausserrhoden, während sich die restlichen 15,14 % bei Privaten im Streubesitz befinden.
Nach der Fusion kam es zu verschiedenen Strukturbereinigungen. 2006 wurden die Eigentumsgrenzen zwischen dem SOB-Ostnetz und den SBB bereinigt. Bis dahin gehörte auf der doppelspurigen Strecke Lichtensteig–Wattwil (2,5 km) ein Gleis der SOB, das andere den SBB. Zudem wurde das Teilstück Wattwil–Ebnat-Kappel (4,9 km) von den SBB an die ehemalige BT bzw. die jetzige SOB verpachtet. Seit der Netzbereinigung gehören beide Abschnitte und die Bahnhöfe Lichtensteig und Wattwil vollumfänglich der SOB. Im Gegenzug übergab die SOB alle Eigentumsrechte am Bahnhof St. Gallen. Seit Dezember 2013 ist die Südostbahn vollumfänglich für den Voralpen-Express verantwortlich. Vorher war ein Joint Venture zuständig, an dem die SOB zu ⅔ und die SBB zu ⅓ beteiligt waren.
Von 2013 bis 2019 verkehrte der Voralpen-Express als Doppelpendelzug mit zwei Triebfahrzeugen, um auf den bei grossem Verkehrsandrang notwendigen Schubbetrieb auf den Steilstrecken des Südnetzes verzichten zu können. Seither kommen Triebzüge zum Einsatz. Ebenfalls bis 2013 stellte die SOB die Lokomotive mit dem Lokomotivführer und (bis Dezember 2008) den Buffetwagen für die werktags verkehrenden Berufspendlerzüge Einsiedeln–Wädenswil–Zürich Altstetten («Gipfeli-Express»), für die die SBB die Konzession hatten und die Erst- und Zweitklass-Wagen stellten. Im Juni 2014 stellten die SBB den «Gipfeli-Express» ein.
Seit der Fusion hat der wirtschaftliche Druck auf die Bahnunternehmungen zugenommen. Die Kosten für die Verwaltung erreichten bei der Südostbahn eine kritische Grösse. Viele Verwaltungsstellen sind unverzichtbar, da die SOB sowohl  Eisenbahnverkehrsunternehmen als auch Infrastrukturbetreiberin ist. Der Trend, im Personenverkehr nur noch Triebzüge einzusetzen, hat auch geänderte Anforderungen bei der Instandhaltung des Rollmaterials zur Folge. Die SOB hat ein Wachstum angestrebt und ist seit 2020/21 mit dem Treno Gottardo und «Aare Linth» verstärkt im Fernverkehr tätig. Die günstigen Bedingungen auf dem Kapitalmarkt erleichterten der Südostbahn die Beschaffung der dafür notwendigen Triebzüge. Durch das Wachstum kann die SOB ihre Infrastruktur für die Unterhaltsarbeiten besser auslasten und ein günstigeres Kosten-Nutzen-Verhältnis erzielen.
2017 gab die Südostbahn bekannt, den Abschnitt Wattwil–Nesslau-Neu St. Johann mit automatischen S-Bahn-Zügen befahren zu wollen, bei denen der Triebfahrzeugführer lediglich zur Überwachung im Führerstand bleibt und wenn nötig eingreift.
Die St. Galler Kantonsregierung teilte 2022 mit, sie plane, ihre Aktien der Appenzeller Bahnen gegen solche der Südostbahn einzutauschen.

## Streckennetz

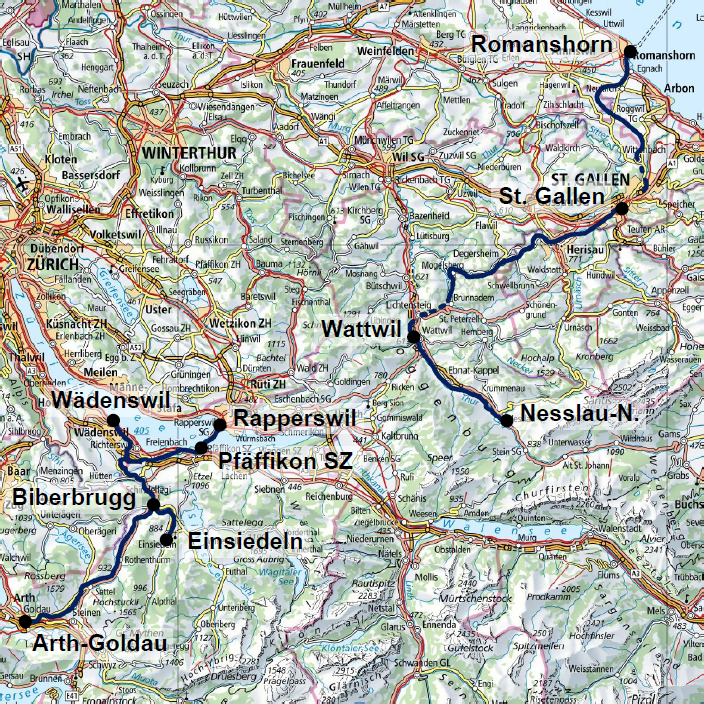
Südnetz und Ostnetz der Südostbahn

Seit der Fusion 2001 und dem Infrastrukturabtausch 2006 mit den SBB verfügt die Südostbahn über folgende Strecken:
- Ostnetz (Strecken der früheren Bodensee-Toggenburg-Bahn):
  - Romanshorn – St. Gallen St. Fiden (19,1 km)
  - St. Gallen – Wattwil – Nesslau-Neu St. Johann (44,5 km)

- Südnetz (Strecken der «alten» Südostbahn):
  - Rapperswil – Pfäffikon SZ (4 km, über den Seedamm)
  - Pfäffikon SZ – Samstagern (8,3 km)
  - Biberbrugg – Arth-Goldau (20,2 km)
  - Wädenswil – Einsiedeln (16,7 km)

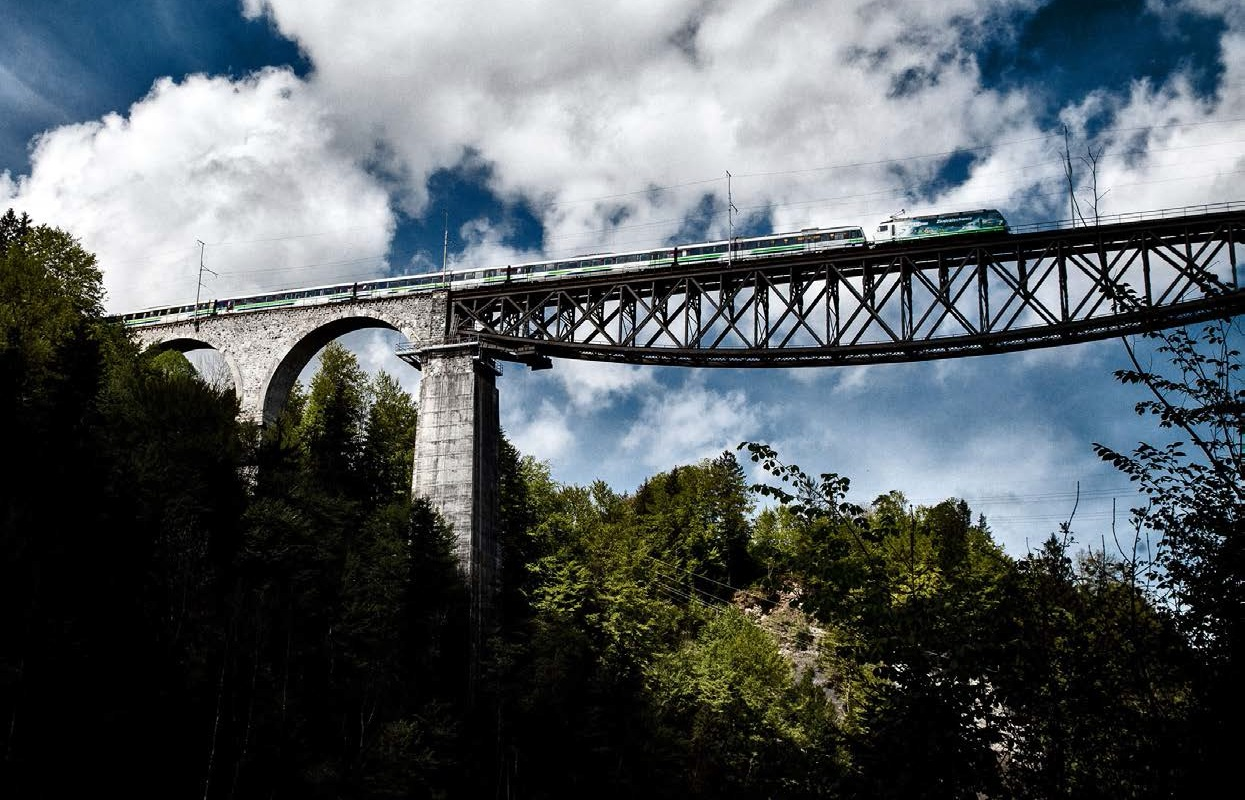
Voralpen-Express auf dem 99 m hohen Sitterviadukt der SOB

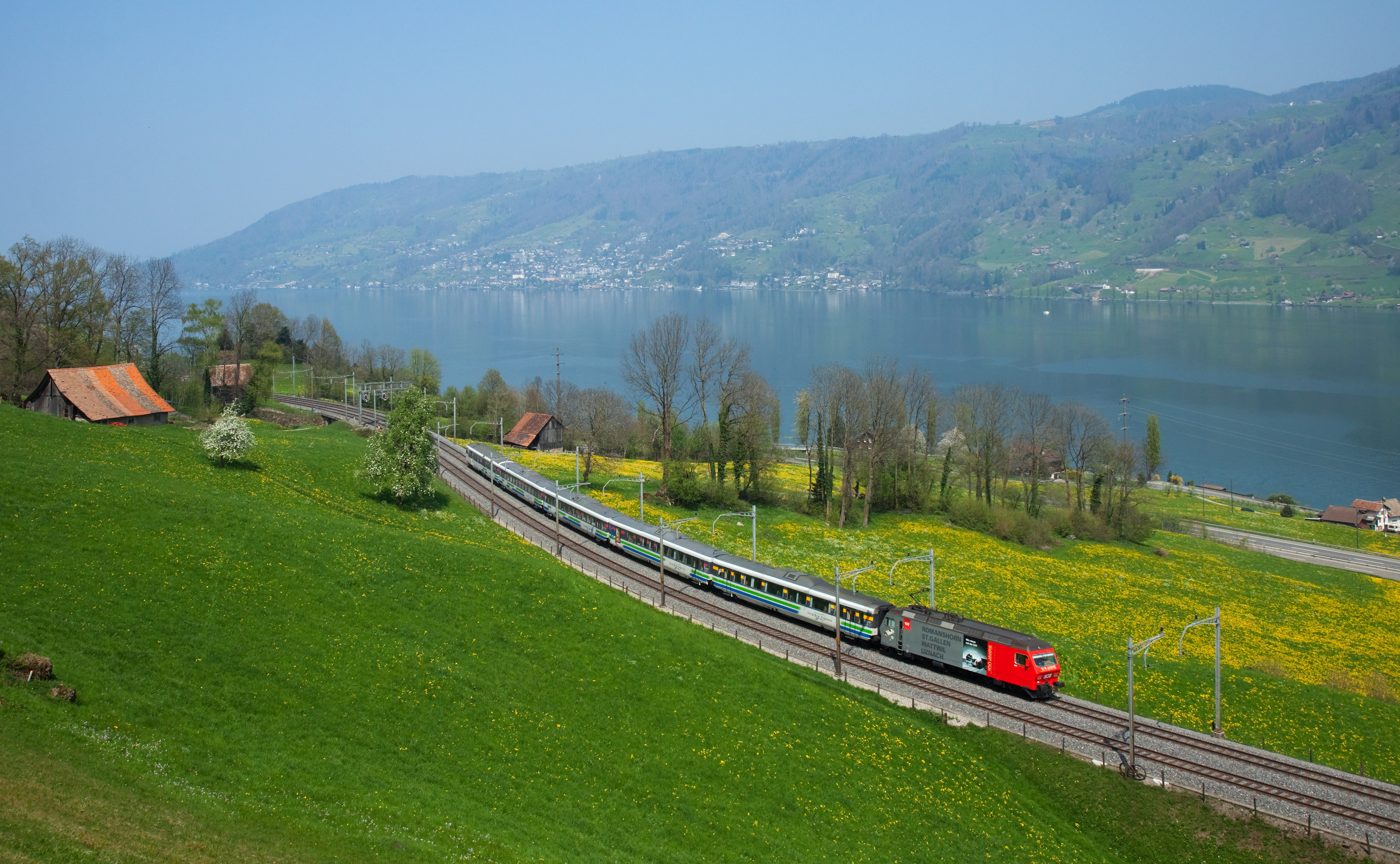
Der Voralpen-Express, hier zwischen Immensee und Arth-Goldau am Zugersee, befährt die SBB-Strecke Arth-Goldau–Luzern im Netzzugang

Die Bahnhöfe Romanshorn und Pfäffikon SZ sowie die Streckenabschnitte St. Gallen St. Fiden–St. Gallen, Wattwil (exklusive)–Rapperswil und Arth-Goldau–Luzern gehören den SBB und werden aufgrund der gesetzlichen Bestimmungen von der SOB im Netzzugang befahren. Der fahrplanmässige Verkehr wurde noch bis im Dezember 2009 zwischen den beiden Bahnen und mit der SBB-Tochter Thurbo grösstenteils auf vertraglicher Basis geregelt, das heisst zwischen Wattwil und Rapperswil waren alle Züge rechtlich gesehen SBB-Züge, wurden aber teilweise von der SOB mit ihrem Personal und Material geführt. Umgekehrt fuhren z. B. die Thurbo-GTW nach Herisau formell als SOB-Züge. Die SOB-Strecke über den Seedamm wurde dagegen von SBB-Zügen im Netzzugang befahren – die SOB-Station Hurden wurde tagsüber sogar ausschliesslich von den SBB (S5) bedient. Seit Dezember 2013 fahren SOB, SBB und Thurbo je ihre eigenen Linien im Netzzugang. Auf den Streckenabschnitten Romanshorn–St. Gallen und Wattwil–Nesslau-Neu St. Johann fahren keine SOB-Züge mehr.
Ungefähr ein Achtel der ganzen Strecke liegt auf Grund der schwierigen Topografie auf 177 Brücken oder in den 19 Tunnels und ist daher auch eine von Touristen gerne genutzte Bahn. Die höchste Eisenbahnbrücke der Schweiz, das Sitterviadukt zwischen St. Gallen Haggen und Gübsensee bei Herisau ist im Eigentum der SOB.

## Liniennetz

### Voralpen-Express
Die Südostbahn betreibt ihre InterRegios mit kupferfarbenen Niederflurtriebzügen des Typs Traverso, die über grosse Fenster und zwei Bistrozonen mit Kaffee- und Snackautomat verfügen.

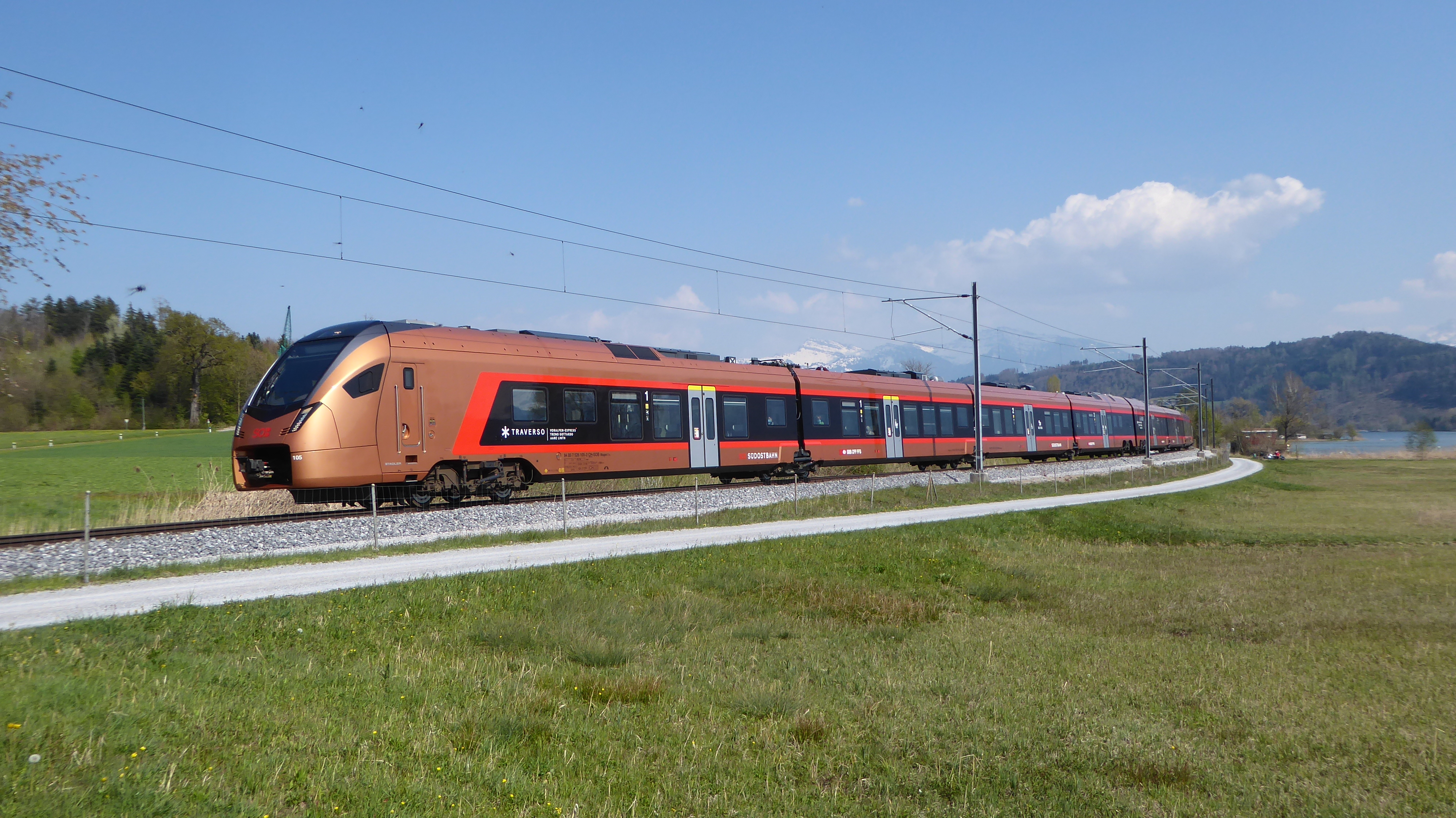
Traverso als Voralpen-Express bei Rapperswil

- Der Voralpen-Express verkehrt seit 1992 zwischen St. Gallen und Luzern. Bereits seit 1947 fahren durchgehende Züge zwischen den Metropolen der Ost- und der Innerschweiz über die SOB-Strecke. Die achtteiligen Traverso werden bei Bedarf zwischen St. Gallen und Rapperswil mit vierteiligen Flirt-Zügen verstärkt.

 St. Gallen ‒ Herisau ‒ Wattwil ‒ Rapperswil ‒ Pfäffikon SZ ‒ Arth-Goldau ‒ Küssnacht am Rigi ‒ Luzern 

### Fernverkehr in Kooperation mit den SBB
Seit dem Fahrplanwechsel 2020 befährt die SOB im Co-Branding mit den SBB den Treno Gottardo zwischen Zürich bzw. Basel und Locarno. Ein Jahr später kam der Aare Linth (Bern–Zürich–Chur) dazu. Zum Einsatz kommen Flirt-3-Züge (Traverso), wie sie 2016 für den Voralpen-Express bestellt wurden. Der Kooperationsvertrag zwischen der SOB und den SBB beinhaltet neuartige Bedingungen, die für beide Seiten attraktiv sind: Die SBB behalten die Konzession (aber auch das Einnahmerisiko), die SOB bekommt die Marktverantwortung und wird mit einer Kostenpauschale entschädigt. Die Bedingung der SOB war eine Gewinnmarge, um nicht das Risiko von Verlusten einzugehen, da der regionale Personenverkehr keine Absicherung bieten kann. Als Bonus winkt ein Gewinn aus der touristischen Vermarktung, die der SOB obliegt. Ab einem bestimmten Wert an Mehreinnahmen wird die SOB namhaft daran beteiligt.

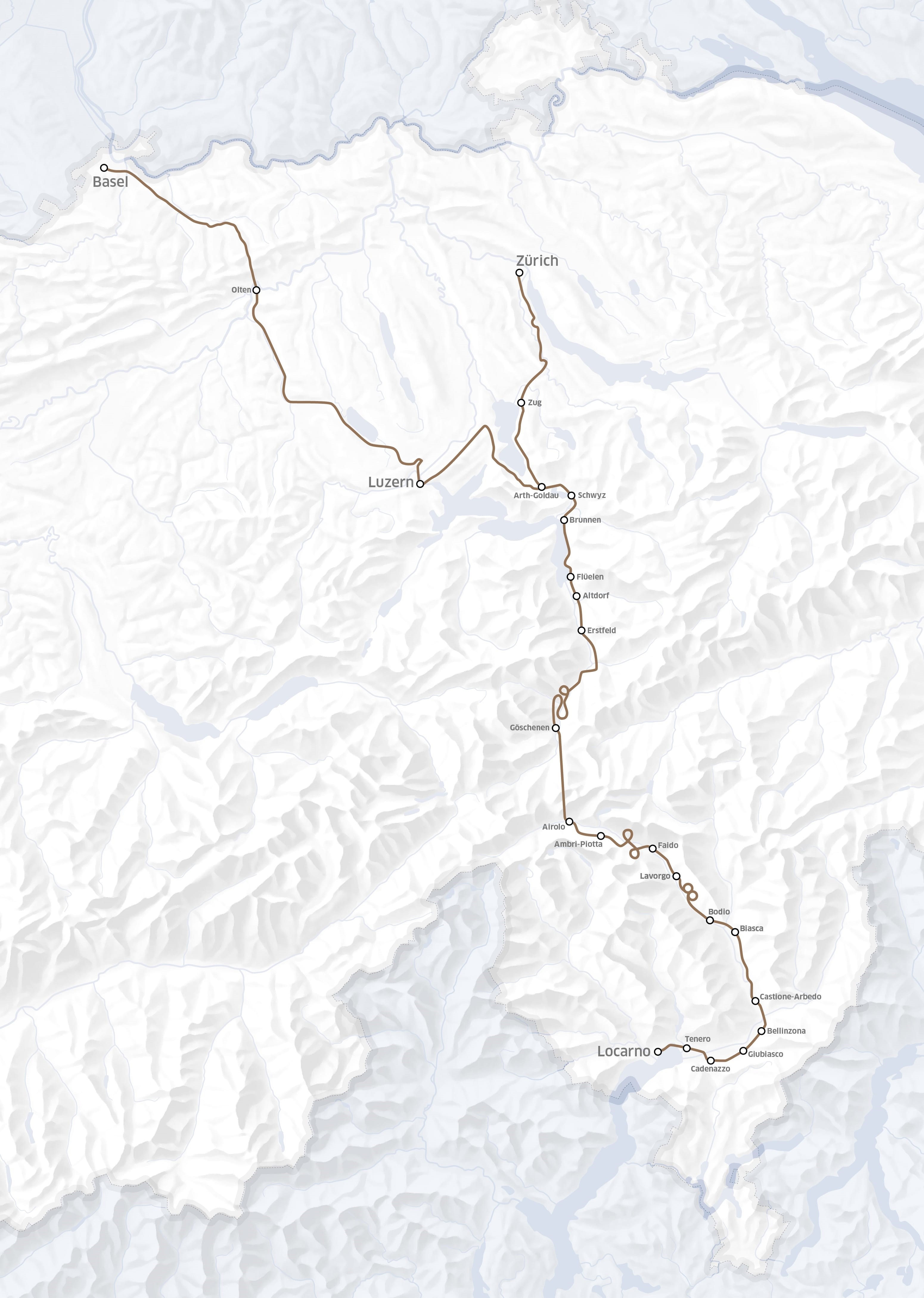
Linienverlauf des Treno Gottardo

Im Jahr 2014 bewarb sich die Südostbahn mit einem ersten Konzept «Treno Gottardo» erfolglos um die Konzession für den Fernverkehr auf der Gotthard-Bergstrecke. 2016 unternahm die SOB einen zweiten Anlauf, nachdem bekannt geworden war, dass auch eine Fernverkehrslinie auf der Gotthard-Bergstrecke ausgeschrieben werden sollte. Klar war, dass nur mit einem eigenwirtschaftlichen Konzept eine Chance auf die Konzession bestand. Zu den beiden Gotthardästen ab Basel und Zürich brauchte es deshalb eine profitable Strecke, die den Gotthard quersubventionieren kann. Diese Strecke sollte Zürich–St. Gallen–Chur sein. Als auch die BLS Ansprüche in Richtung eigene Fernverkehrskonzession geltend machte, lud das Bundesamt für Verkehr (BAV) 2017 zu Konzessionsgesprächen zwischen den SBB und den beiden Regionalbahnen ein. Nachdem im Februar 2017 die trilateralen Gespräche gescheitert waren, blieben die SBB und die SOB weiter im Gespräch, und die Südostbahn konnte ihren Partner vom Potential einer Fernverkehrsverbindung über die Gotthard-Bergstrecke überzeugen. Die SOB ihrerseits kam zur Einsicht, dass die Übernahme der neuen IR-Linie Bern–Zürich–Chur («Aare Linth») besser zum beabsichtigten Konzept mit der Nutzung des touristischen Potentials passt.
- Der Treno Gottardo (Zürich–Zug–Arth-Goldau– / Basel–Olten–Luzern–Arth-Goldau–Bellinzona–Locarno) verbindet seit dem 13. Dezember 2020 Basel bzw. Zürich via Arth-Goldau und Erstfeld über die Gotthard-Bergstrecke mit dem Tessin.[9] Bis zum 5. April 2021 fuhr er wegen Bauarbeiten nur bis Bellinzona, seither bis Locarno. Der Zug verkehrt im Stundentakt alternierend von Basel bzw. Zürich. Mit dem Treno Gottardo wurde die bis zur Eröffnung des Basistunnels bestehende umsteigefreie Verbindung von der Deutschschweiz über die Bergstrecke in das Tessin wiederhergestellt und eine touristische Vermarktung des Urner Oberlands und der Leventina realisiert.[10]

Treno Gottardo auf der Gotthard-Südrampe bei Lavorgo

- 26 Basel SBB – Luzern –  Göschenen – Locarno  FS  (Treno Gottardo)
- 46 Zürich HB – Göschenen – Locarno  FS  (Treno Gottardo)

Für den Treno Gottardo betreibt die SOB in Erstfeld einen gemeinsamen Lokführerpool mit den SBB. Die Züge übernachten in Biasca, Erstfeld, Arth-Goldau, Zürich und Luzern. Sie werden in der Regel durch einen nächtlichen Tausch mit einem im Voralpen-Express verkehrenden Traverso dem Unterhalt zugeführt. Bei grosser Nachfrage werden die achtteiligen Treno Gottardo nördlich von Erstfeld oder Arth-Goldau verstärkt. Insbesondere auf dem Abschnitt Arth-Goldau–Zürich verkehren dann die Traverso in Doppeltraktion, auf dem Ast nach Basel wird der Zug mit einem vierteiligen Flirt ergänzt. Wegen der nur 150 Meter langen Perrons einiger Bahnhöfe in der Leventina kann die Kapazität auf der Alpensüdseite nicht vergrössert werden. Obwohl im Traverso ein Dutzend Fahrradplätze zur Verfügung stehen, verkehrte 2021 an Wochenenden mit schönem Wetter ein Bus der Auto AG Uri mit Veloanhänger parallel zum Treno Gottardo von Arth-Goldau nach Göschenen. Dieses Zusatzangebot brachte wenig Zusatznutzen und wurde wieder eingestellt. Seit der Südostbahn genügend Traverso-Züge zur Verfügung stehen, ist in Arth-Goldau – dem Schnittpunkt von Treno Gottardo und Voralpen-Express – ein Triebzug als betriebliche Reserve stationiert. Zwei Jahre nach Betriebsaufnahme war die SOB immer noch unzufrieden mit den Traverso-Zügen. Klemmende Schiebetritte sorgten für Zugausfälle.
In den Medien äusserten sich die Journalisten erfreut vom Angebot des Treno Gottardo. Obwohl der Traverso vom Grundkonzept her ein Flirt-Zug ist, wird er als komfortabler wahrgenommen. Dazu tragen die durchdachte Gestaltung, die bequemen Sitze, die Verpflegungsmöglichkeit aus den Automaten und die Präsenz von Zugbegleitern bei. Die Medienleute erwähnten auch die grossen Fenster, obwohl es die bei den zuvor auf der Südrampe verkehrenden unbeliebten TILO-Flirt auch gab. Nicht zuletzt dank der aktiven Vermarktung liegt die Nachfrage über den Erwartungen der Südostbahn. In der Eishockey-Saison 2022/23 führte die SOB in Zusammenarbeit mit dem HC Ambrì-Piotta Extrazüge ein, die Zuschauer von Hockeyspielen zurück in die Zentralschweiz und nach Zürich fahren.

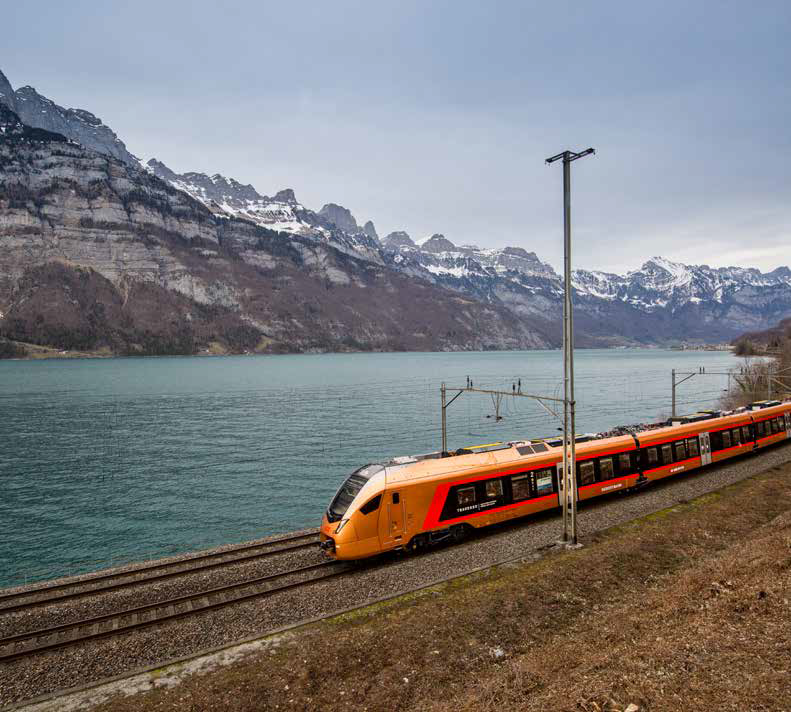
IR 35 Aare Linth am Walensee

- Der Aare Linth (Bern–Burgdorf–Langenthal–Olten–Zürich–Pfäffikon SZ–Ziegelbrücke–Sargans–Chur) verkehrt seit dem 12. Dezember 2021 und ist eine Durchbindung des IR 35 Bern–Zürich mit dem früheren RE Zürich–Chur:

35 Bern – Burgdorf – Olten – Zürich HB – Chur  FS  (Aare Linth)
Die Traverso sind für den touristischen Verkehr entlang des Zürich- und Walensees besser geeignet als die Doppelstockzüge RABe 511 der SBB. Für den Freizeitverkehr besteht Potenzial etwa im Oberaargau oder in der Region Walensee. Zudem müssen die SBB wegen des Behindertengleichstellungsgesetzes bis Ende 2023 zusätzliche Niederflurfahrzeuge einsetzen, die sie sich wegen ihrer hohen Verschuldung zu diesem Zeitpunkt kaum leisten konnten. Weil die einstöckigen Traverso-Züge die Nachfrage nicht in allen Zügen abdecken können und der Bahnhof Bern baustellenbedingt über weniger Kapazität verfügt, verkehren in mehreren Umläufen Doppelstockzüge. Am Wochenende werden alle Züge mit Traverso-Zügen gefahren. Für den Betrieb der Linie «Aare Linth» wurden in Chur und Bern Personalstandorte geschaffen.
- Nach dem Doppelspurausbau im St. Galler Rheintal verkehren seit dem Fahrplanwechsel 2024 die 13 St. Gallen–Rorschach–Heerbrugg–Altstätten–Buchs–Sargans halbstündlich. Die zusätzlichen Züge werden von der SOB gefahren, die dafür weitere sechs Züge des Typs Traverso und drei Flirt zum Preis von zusammen 145 Millionen Franken beschaffte.[20] Die SOB vermarktet die Züge unter dem Namen Alpenrhein-Express.[21]

### Regionalverkehr
- S-Bahn St. Gallen
  - S 4 Rapperswil – Uznach – Wattwil – Herisau – St. Gallen – Rorschach – St. Margrethen – Sargans  (verkehrt als S17 via Ziegelbrücke weiter nach Rapperswil) (Alpstein-Rundfahrt)
  - S 6 Rapperswil – Ziegelbrücke – Glarus – Schwanden (– Linthal)   (seit Dezember 2020)[22]
  - S 17 Sargans – Ziegelbrücke – Uznach – Rapperswil  (verkehrt in der Gegenrichtung als S4 via St. Gallen weiter nach Rapperswil)
- S-Bahn Zürich
  - S 13 Wädenswil – Einsiedeln 
  - S 40 Rapperswil – Pfäffikon SZ – Einsiedeln
- March-Shuttle
  - S 27 Siebnen-Wangen – Ziegelbrücke  (nur während HVZ)
- S-Bahn Luzern

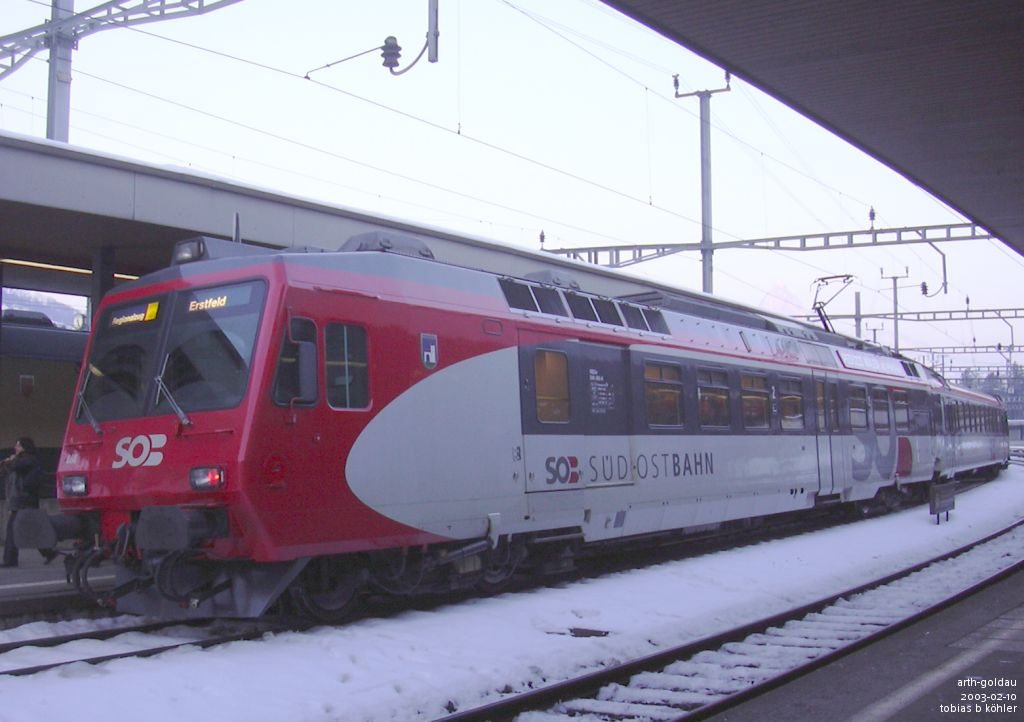
Im March-Shuttle werden noch NPZ-Kompositionen eingesetzt

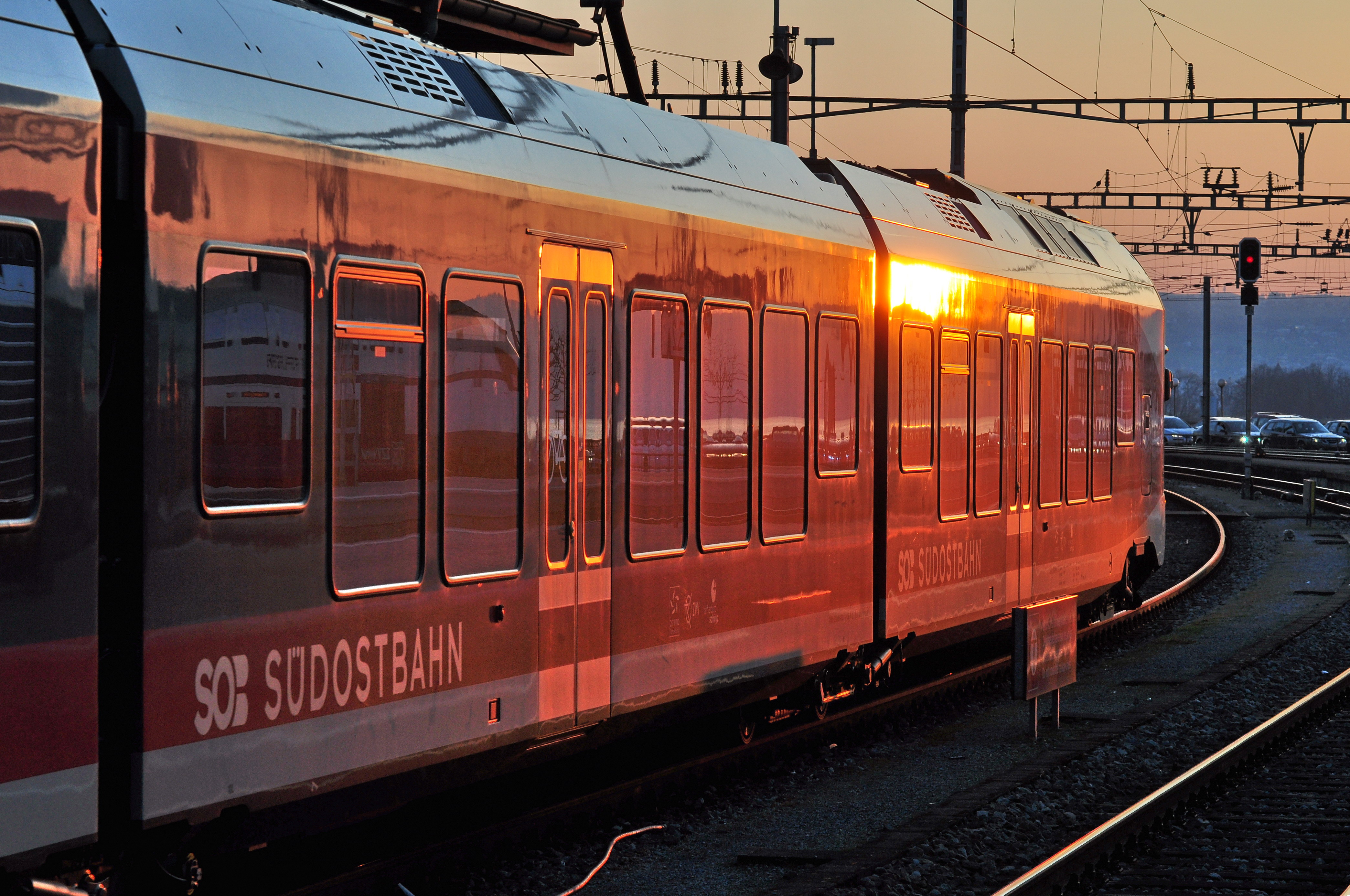
Den Regionalverkehr betreibt die SOB mit vierteiligen Flirt-Zügen, die bei grosser Nachfrage in Doppeltraktion verkehren

  - S 31 Arth-Goldau – Rothenthurm – Biberbrugg

## Rollmaterial

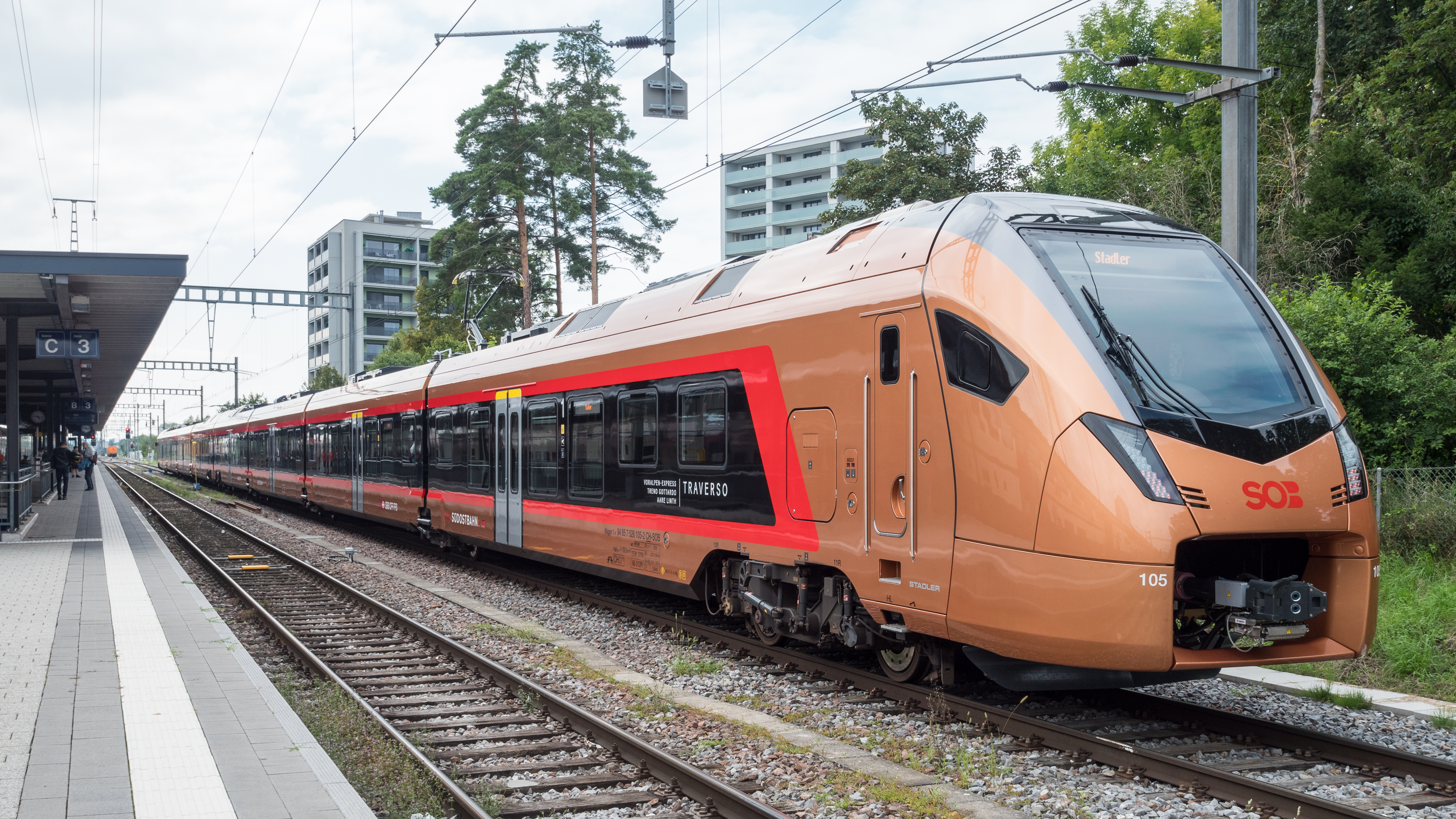
SOB RABe 526 105 (Stadler) Traverso, Voralpen-Express

Als erste Fahrzeugbeschaffung der fusionierten Südostbahn wurden für den Betrieb der S-Bahn St. Gallen und der S-Bahn Zürich bei Stadler Rail elf vierteilige Flirt (4/10) bestellt, die 2007 dem Betrieb übergeben wurden. Die Erweiterung der S-Bahn St. Gallen führte 2013 zur Inbetriebnahme zwölf weiterer solcher Triebzüge.
2016 wurden insgesamt elf Flirt-3-Triebzüge in Auftrag gegeben; die sechs als «Traverso» bezeichneten achtteiligen Flirt (8/20) bestehen aus zwei kurzgekuppelten, vierteiligen Flirt (4/10) in Fernverkehrsausführung und lösten die Revvivo-Garnituren des Voralpen-Express ab. Die fünf zusätzlichen vierteiligen Flirt (4/10) können sowohl der Verstärkung des «Traverso» dienen wie auch im Regionalverkehr eingesetzt werden. Im Dezember 2017 wurden weitere elf «Traverso» für die Gotthardbergstreckenzüge «Treno Gottardo» bestellt, im Dezember 2018 gefolgt von einer Bestellung von sieben weiteren «Traverso» für das «Aare Linth»-Angebot sowie von fünf weiteren vierteiligen Flirt. Im Februar 2023 löste die SOB eine weitere Option auf sechs zusätzliche «Traverso» und drei Flirt ein, welche ab 2024 ausgeliefert wurden. Sie werden im St. Galler Rheintal eingesetzt, wo ab dem Fahrplanwechsel im Dezember 2024 ein Halbstundentakt zwischen St. Gallen und Sargans eingeführt wurde.
| Baureihe                                                                               | Baureihe         | Hersteller       | Baujahr          | Herkunft                  | Stückzahl        | Stückzahl        | Ausrangiert                               | SOB Typ                                  | Bemerkungen |
| Serie                                                                                  | Nummern          | Hersteller       | Baujahr          | Herkunft                  | total            | heute            | Ausrangiert                               | SOB Typ                                  | Bemerkungen |
| Triebwagen/-züge                                                                       | Triebwagen/-züge | Triebwagen/-züge | Triebwagen/-züge | Triebwagen/-züge          | Triebwagen/-züge | Triebwagen/-züge | Triebwagen/-züge                          | Triebwagen/-züge                         | Triebwagen/-züge                                                                                                 |
| -------------------------------------------------------------------------------------- | ---------------- | ---------------- | ---------------- | ------------------------- | ---------------- | ---------------- | ----------------------------------------- | ---------------------------------------- | --- |
| RBDe 561                                                                               | 081–084          | SWG/SIG/ABB      | 1995             | SOB                       | 4                | 4                |                                           | NPZ-SBB                                  | «SBB-NPZ» Serie 4                                                                                                |
| RBDe 561                                                                               | 174              | SWG/SIG/ABB      | 1994             | SBB (2015)                | (Üb) 01          | 1                |                                           | NPZ-SBB                                  | ex MThB RBDe 566 634                                                                                             |
| RABe 526                                                                               | 041–051          | STAG             | 2007–2008        |                           | 11               | 11               |                                           | Flirt-SOB                                | |
| RABe 526                                                                               | 052–063          | STAG             | 2013             | 12                        | 12               |                  |                                           | Flirt-SOB                                | |
| RABe 526                                                                               | 001–005          | STAG             | 2018–2019        |                           | 5                | 5                |                                           | Flirt 3                                  | |
| RABe 526                                                                               | 006–010          | STAG             | 2021             | 5                         | 5                |                  |                                           | Flirt 3                                  | |
| RABe 526                                                                               | 011–013          | STAG             | ab 2024          | 3                         | 0                |                  |                                           | Flirt 3                                  | |
| RABe 526                                                                               | 101–106 201–206  | STAG             | 2018–2019        |                           | 6                | 6                |                                           | Traverso                                 | |
| RABe 526                                                                               | 107–117 207–217  | STAG             | 2020–2021        | 11                        | 11               |                  |                                           | Traverso                                 | |
| RABe 526                                                                               | 118–124 218–224  | STAG             | 2021             | 7                         | 7                |                  |                                           | Traverso                                 | |
| RABe 526                                                                               | 125–130 225–230  | STAG             | ab 2024          | 6                         | 1                |                  |                                           | Traverso                                 | |
| Steuerwagen                                                                            |                  |                  |                  |                           |                  |                  |                                           |                                          | |
| ABt 80-35                                                                              | 181–184          | SWG/SIG/ABB      | 1995             | SOB                       | 4                | 4                |                                           | NPZ-SBB                                  | |
| Personenwagen                                                                          |                  |                  |                  |                           |                  |                  |                                           |                                          | |
| A 18-35                                                                                | 711–712          |                  | (Um) /1997       | SOB                       | (Um)08           | 1                |                                           | VAE2013                                  | Revvivo A 715 und 718 verkauft an Museumsbahn Train des mouettes, A 712–714, 716 und 717 an MÁV Nosztalgia       |
| A 18-35                                                                                | 713              | (Um) /1997       | BT               |                           | (Um)08           | 1                |                                           | VAE2013                                  | Revvivo A 715 und 718 verkauft an Museumsbahn Train des mouettes, A 712–714, 716 und 717 an MÁV Nosztalgia       |
| A 18-35                                                                                | 714              | (Um) /1999       | BT               |                           | (Um)08           | 1                |                                           | VAE2013                                  | Revvivo A 715 und 718 verkauft an Museumsbahn Train des mouettes, A 712–714, 716 und 717 an MÁV Nosztalgia       |
| A 18-35                                                                                | 715              | (Um) /1999       | SOB              |                           | (Um)08           | 1                |                                           | VAE2013                                  | Revvivo A 715 und 718 verkauft an Museumsbahn Train des mouettes, A 712–714, 716 und 717 an MÁV Nosztalgia       |
| A 18-35                                                                                | 716–718          | (Um) /2000       | SBB (2013)       |                           | (Um)08           | 1                |                                           | VAE2013                                  | Revvivo A 715 und 718 verkauft an Museumsbahn Train des mouettes, A 712–714, 716 und 717 an MÁV Nosztalgia       |
| B 20-35                                                                                | 721–722          |                  | (Um) /2000       | BT                        | (Um)014          | 7                |                                           | VAE2013                                  | Revvivo B 726 und 730 verkauft an Museumsbahn Train des mouettes, B 721, 725, 729, 733 und 734 an MÁV Nosztalgia |
| B 20-35                                                                                | 723–726          | (Um) /1997       | SOB              |                           | (Um)014          | 7                |                                           | VAE2013                                  | Revvivo B 726 und 730 verkauft an Museumsbahn Train des mouettes, B 721, 725, 729, 733 und 734 an MÁV Nosztalgia |
| B 20-35                                                                                | 727–728          | (Um) /2000       | SOB              |                           | (Um)014          | 7                |                                           | VAE2013                                  | Revvivo B 726 und 730 verkauft an Museumsbahn Train des mouettes, B 721, 725, 729, 733 und 734 an MÁV Nosztalgia |
| B 20-35                                                                                | 729–734          | (Um) /2000       | SBB (2013)       |                           | (Um)014          | 7                |                                           | VAE2013                                  | Revvivo B 726 und 730 verkauft an Museumsbahn Train des mouettes, B 721, 725, 729, 733 und 734 an MÁV Nosztalgia |
| BR 85-35                                                                               | 741–742          | FFA              | 1964/1997        | BT                        | (Um)07           | 3                |                                           | VAE2013                                  | Revvivo, ex BT AB 251–254 BR 741, 743 und 744 verkauft an MÁV Nosztalgia                                         |
| BR 85-35                                                                               | 743–744          | FFA              | 1964/1997        | SBB (2013)                | (Um)07           | 3                |                                           | VAE2013                                  | Revvivo, ex BT AB 251–254 BR 741, 743 und 744 verkauft an MÁV Nosztalgia                                         |
| BR 85-35                                                                               | 745–746          |                  | 1959/1997        | BT                        | (Um)07           | 3                | Revvivo BR 745 verkauft an MÁV Nosztalgia | VAE2013                                  | |
| BR 85-35                                                                               | 747              | (Um) /1997       | SOB              |                           | (Um)07           | 3                | Revvivo BR 745 verkauft an MÁV Nosztalgia | VAE2013                                  | |
| Rangierlokomotiven und Traktoren                                                       |                  |                  |                  |                           |                  |                  |                                           |                                          | |
| Te 212                                                                                 | 080              | SLM/MFO          | 1966             | BT                        | 1                | 1                |                                           |                                          | ex BT 35 |
| Tm 236                                                                                 | 004              |                  | 1977             |                           | 2                | 0                | 2016                                      |                                          | ex BT 4; an MFAG verkauft                                                                                        |
| Tm 236                                                                                 | 005              | 1992             | 2016             | ex BT 5; an MFAG verkauft | 2                | 0                |                                           |                                          | |
| Tm 236                                                                                 | 006              | SLM              | 1972             | (1977)/BT                 | (Üb)02           | 0                | 2014                                      |                                          | ex Gerlafingen 26, BT 6; an EDG verkauft                                                                         |
| Tm 236                                                                                 | 007              | SLM              | 1973             | (1977)/BT                 | (Üb)02           | 0                | Jahr?                                     | ex Gerlafingen 28, BT 7; an WRS verkauft | |
| Tm 236                                                                                 | 008              | Jung             | 1960             | (1984)/SOB                | (Üb)01           | 1                |                                           |                                          | ex DB Köf 6742, SOB 34                                                                                           |
| Tm 234                                                                                 | 501–503          | Robel            | 2015             |                           | 3                | 3                |                                           |                                          | |
| Tm 234                                                                                 | 504              | Robel            | 2019             | 1                         | 1                |                  |                                           |                                          | |
| Üb = Übernahme aus fremden Bestand (Gebrauchtfahrzeug); Um = Umbau aus eigenem Bestand |                  |                  |                  |                           |                  |                  |                                           |                                          | |

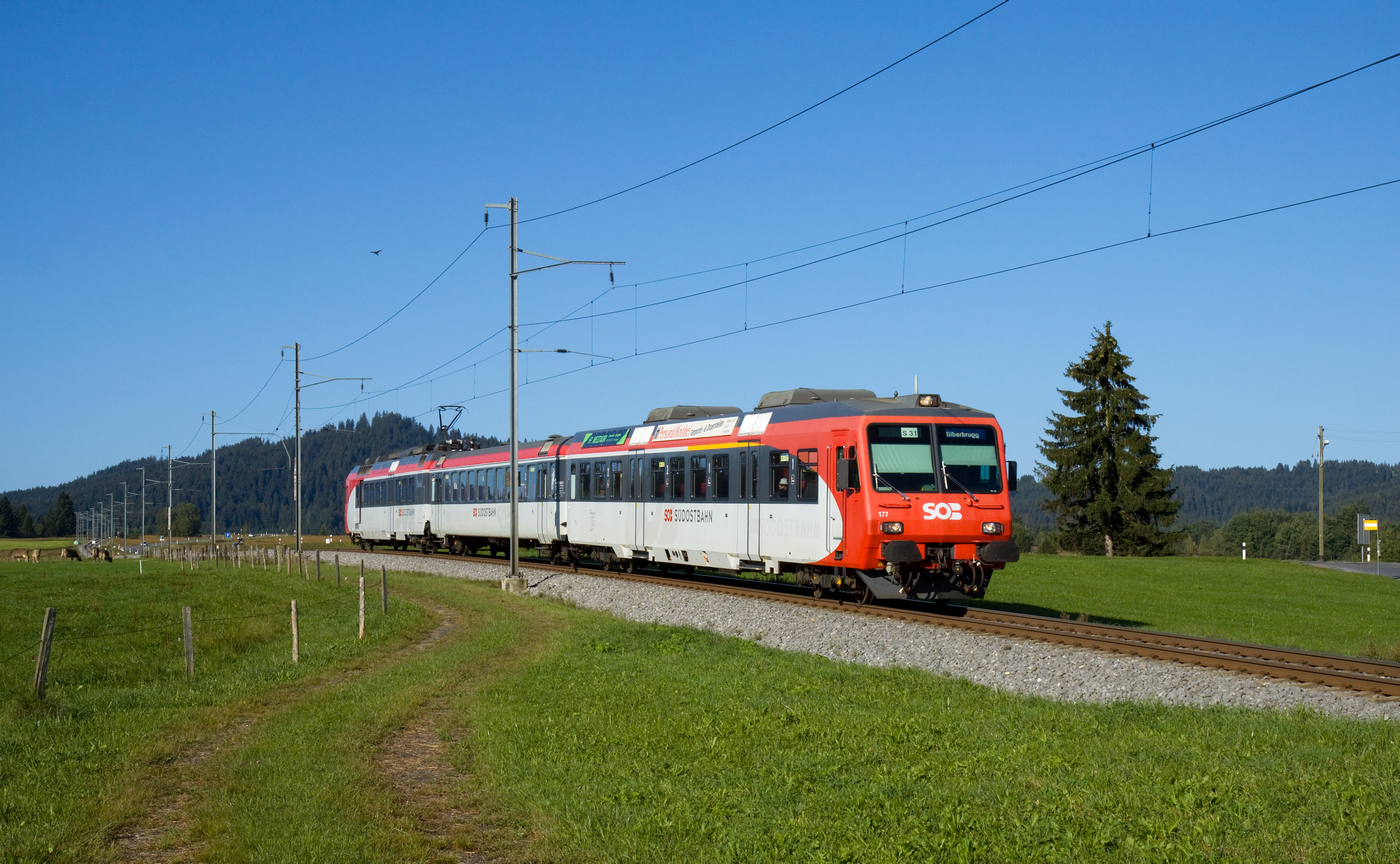
Regionalverkehrspendelzug NPZ Typ SBB der SOB

Die fusionierte SOB kam sowohl in den Besitz von sechs sogenannten «Privatbahn-NPZ», die von der BT als unechter dreiteiliger Triebzug RABDe 4/12 (Triebwagen, Zwischenwagen, Steuerwagen) beschafft wurden, wie auch von vier «Neuen Pendelzügen» (NPZ) des SBB-Typs, die von der alten SOB zweiteilig (Triebwagen, Steuerwagen) beschafft wurden. Mit Inbetriebnahme der Flirt wurden die Kompositionen für den Voralpen-Express (VAE) angepasst, die «NPZ-SBB» wurden bis 2019 als Triebfahrzeuge für den VAE verwendet. Zu diesem Zweck wurde von den SBB ein fünfter Triebwagen als Reserve übernommen, der ursprünglich an die Mittelthurgaubahn (MThB) ging. Die «NPZ-BT» werden aufgrund des höheren Alters, mangels Käufer und mangels Einsatzgebiets, nur minimal unterhalten.
Die Südostbahn sieht vor, die Triebwagen zu verschrotten.

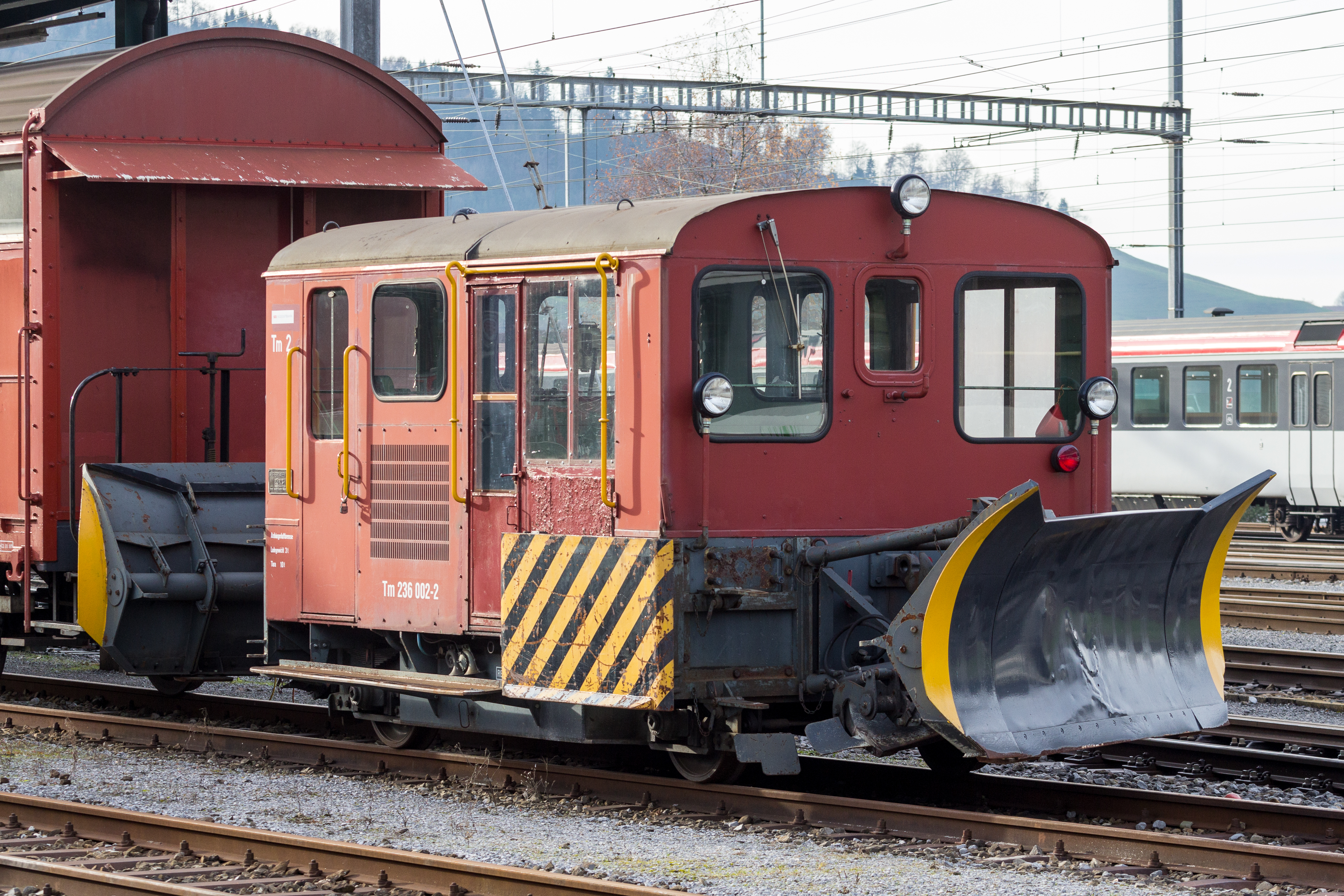
SOB Diesel-Traktor Tm 236 002 mit Schneeräumschilden

Nachdem ab 2019 im Voralpen-Express die neuen Traverso-Züge eingesetzt wurden, versuchte die Südostbahn das nicht mehr benötigte Rollmaterial zu verkaufen. Vier der Revvivo-Wagen des Voralpen-Express übernahm die französische Museumsbahn Train des mouettes. Die Wagen werden zu einem Speisewagen-Zug umgebaut, mit einem dunkelblauen Pullman-Anstrich versehen und verkehren dann zwischen La Tremblade und Saujon. 23 Revvivo-Wagen hat die MÁV Nosztalgia, eine Tochtergesellschaft der Ungarischen Staatsbahnen, erworben. Die klimatisierten Wagen werden äusserlich dem Erscheinungsbild MÁV Nosztalgia angepasst und im höherwertigen Charterverkehr eingesetzt. 16 Fahrzeuge wurden im April 2020 nach Ungarn überführt, die restlichen sieben Revvivo folgen später. Vier Revvivo sind in einem schlechten Zustand und werden abgebrochen.
Dienstfahrzeuge/Mehrzweckfahrzeuge
- 5 × Te 216 035–039
Zweiachsige elektrische Rangierlokomotiven, Baujahre 1941...66

## Ehemaliges Rollmaterial

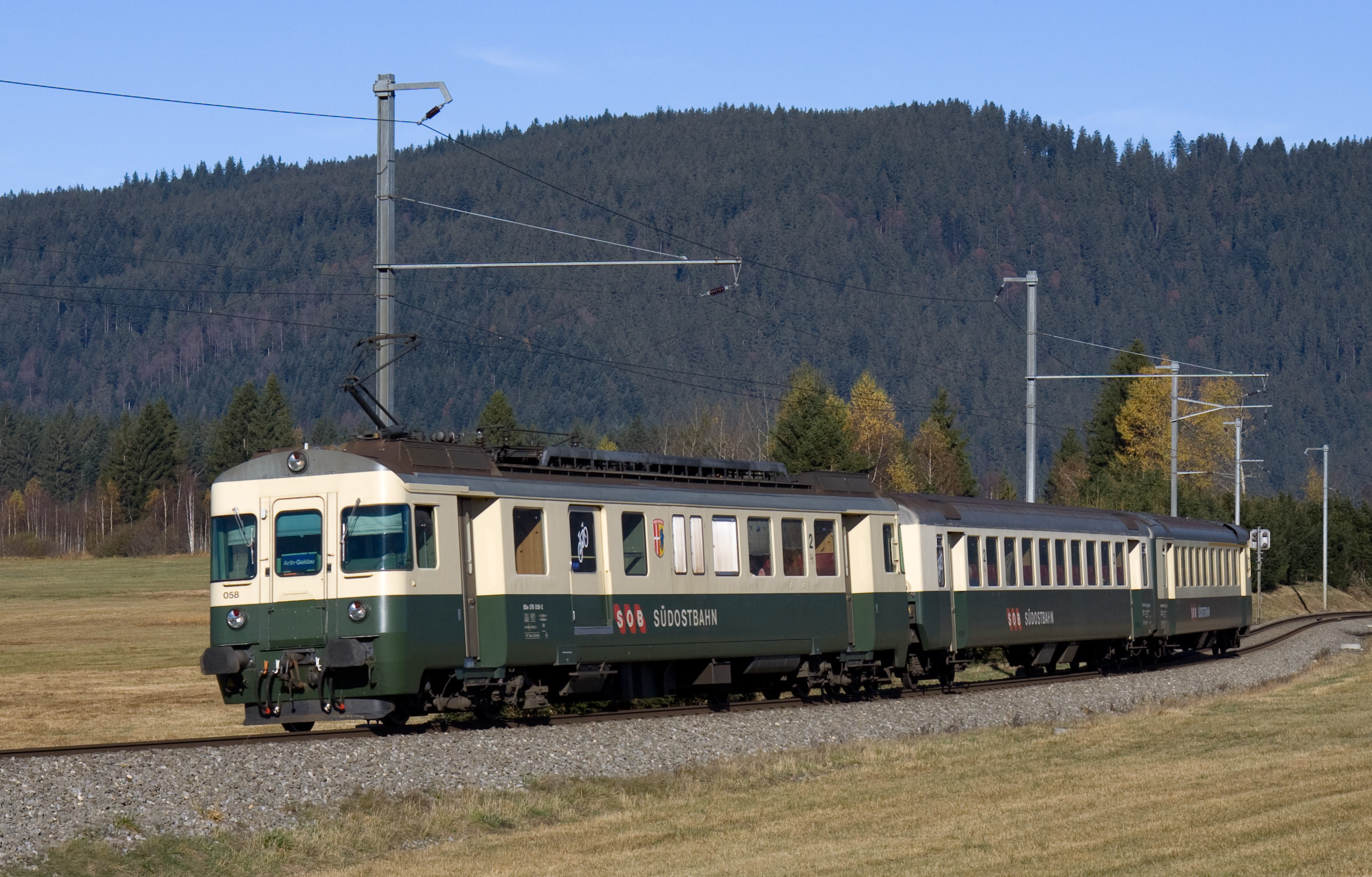
BDe 4/4 58 bei Altmatt

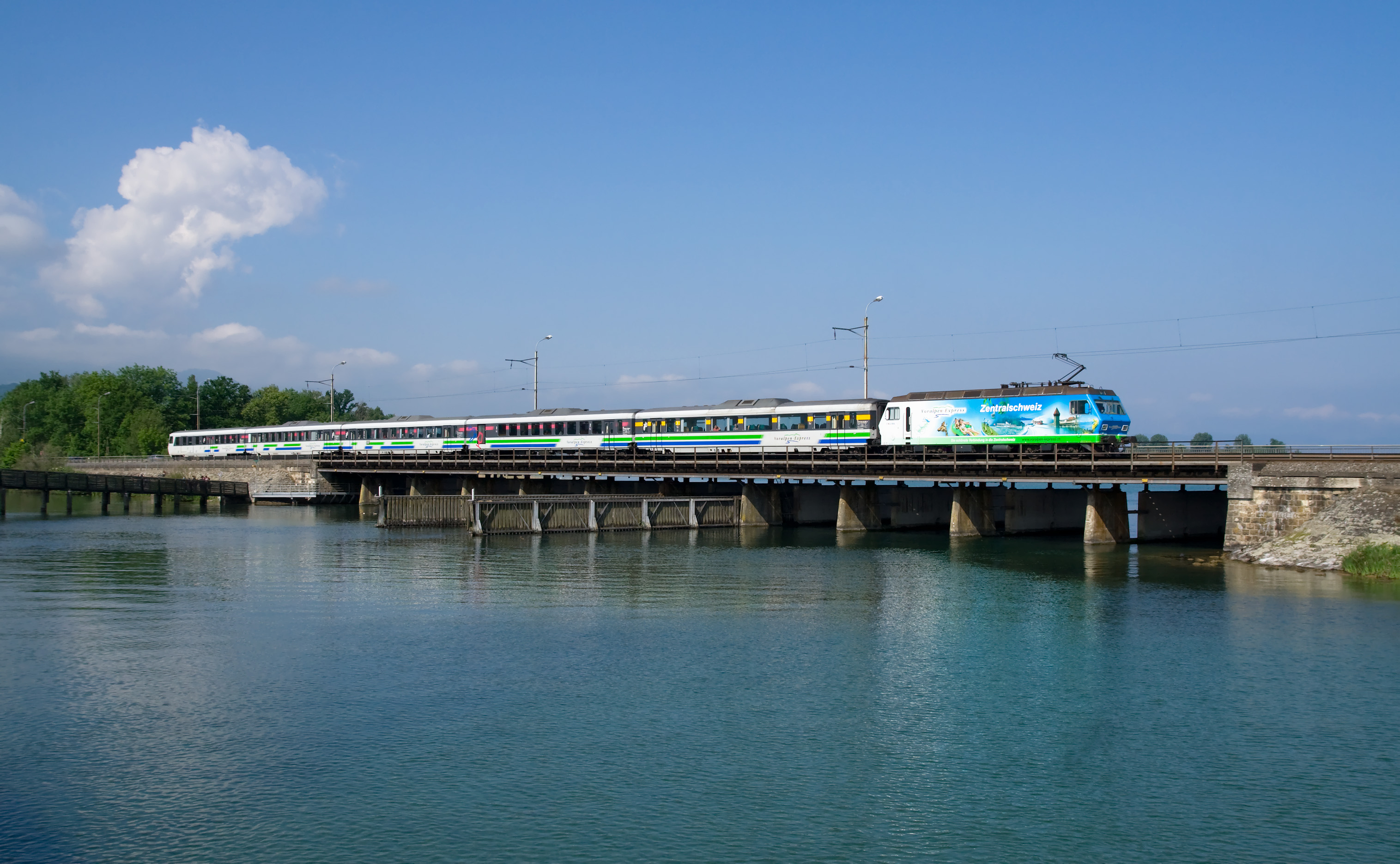
Re 456 mit Voralpen-Express auf dem Seedamm

Als letzte aus einer von der BT beschafften Serie von sechs Lokomotiven der Baureihe Be 4/4 (11–16) war noch die Nummer 11 unter der UIC-konformen Bezeichnung Be 416 011-5 bei der fusionierten SOB im Bestand; 2015 wurde sie an Schorno Locomotive Management (SLM) verkauft.
Von insgesamt 15 zwischen 1959 und 1979 gebauten, sogenannten Hochleistungstriebwagen (BDe 4/4) gingen in drei Baulosen ursprünglich acht Triebwagen an die alte SOB (71, 81–87) und vier an die BT (50–53). Der Prototyp ABe 4/4 71 wurde dabei als letzter 1979 in den BDe 4/4 80 umgebaut. UIC-konform umnummeriert wurden die Fahrzeuge der SOB in BDe 576 480–487, diejenigen der BT in BDe 576 050–053; unter der fusionierten SOB erhielten die Fahrzeuge der alten SOB (ID 64, an dritter und vierter Stelle) neue Fahrzeugnummern im Schema der BT (ID 60, an dritter und vierter Stelle). 480 und 481 erhielten dabei neu die Nummern 048 und 049, die Ex-BT-Fahrzeuge blieben 050–053, die übrigen (482–487) wurden an die BT-Nummern angefügt (054–059). Mit Ablieferung der ersten Serie von Flirt-Triebzügen wurden die ersten Hochleistungstriebwagen abgestellt; 2008 wurden erste Fahrzeuge abgebrochen, die übrigen mehrheitlich verkauft. Als letzter ist BDe 576 058 (ex SOB 86) als technische Reserve im Depot Samstagern verblieben.
Im Tausch gegen vier Lokomotiven der Baureihe Re 4/4III (41–44) erhielt die alte SOB vier Lokomotiven der Baureihe Re 4/4IV, die sie als Re 446 445–448 in ihrem Bestand einreihte; diese wurden unter der fusionierten SOB in Re 446 015–018 umgezeichnet.
Zu den sechs sogenannten KTU-Lokomotiven der BT wurden ab 2002 weitere zwei Stück (142–143) von der ehemaligen VHB gepachtet, die ihrerseits erst zur RM und schliesslich zur BLS AG fusionierte. Die Pacht wurde nach knapp 10 Jahren nicht weiter verlängert und die beiden Maschinen per 15. Juni 2011 an die BLS zurückgegeben.
| Baureihe (klassisch)                                                                   | Baureihe (klassisch) | Baureihe (UIC)     | Baureihe (UIC)     | Hersteller           | Baujahr            | Herkunft           | Stückzahl          | Stückzahl          | Ausrangiert                                     | Bemerkungen                                                                   |
| Serie                                                                                  | Nummern              | Serie              | Nummern            | Hersteller           | Baujahr            | Herkunft           | total              | heute              | Ausrangiert                                     | Bemerkungen                                                                   |
| Elektrolokomotiven                                                                     | Elektrolokomotiven   | Elektrolokomotiven | Elektrolokomotiven | Elektrolokomotiven   | Elektrolokomotiven | Elektrolokomotiven | Elektrolokomotiven | Elektrolokomotiven | Elektrolokomotiven                              | Elektrolokomotiven                                                            |
| -------------------------------------------------------------------------------------- | -------------------- | ------------------ | ------------------ | -------------------- | ------------------ | ------------------ | ------------------ | ------------------ | ----------------------------------------------- | ----------------------------------------------------------------------------- |
| Be 4/4                                                                                 | 11                   | Be 416             | 011                | SLM/SAAS             | 1931–1932          | BT                 | 3                  | 0                  | 2015                                            | an SLM GmbH verkauft                                                          |
| Be 4/4                                                                                 | 12                   | Be 416             | 012                | SLM/SAAS             | 1931–1932          | BT                 | 3                  | 0                  | 2002                                            | an Privaten verkauft; 2014 abgebrochen                                        |
| Be 4/4                                                                                 | 16                   | Be 416             | 016                | SLM/SAAS             | 1931–1932          | BT                 | 3                  | 0                  | –2015                                           | Verbleib unbekannt                                                            |
| Be 4/4                                                                                 | 14                   | Be 416             | 014                | SLM/SAAS             | 1931–1932          | privat (?)         | (Üb)01             | 0                  | 2006                                            | Rückkauf nach Sammlungsauflösung; an CH-TR verkauft                           |
|                                                                                        |                      | Ae 476             | 012                | LEW (Um) STAG        | 1965               | SOB                | 1                  | 0                  | 2008                                            | ex DB 142 042, SOB Ae 476 468; an WAB verkauft                                |
| Re 4/4IV                                                                               |                      | Re 446             | 445–448 015–018    | SLM/BBC              | 1982               | SOB                | (Üb) 04            | 0                  | 2019                                            | ex SBB Re 4/4IV 10101–10104; an EDG                                           |
|                                                                                        |                      | Re 456             | 091–096            | SLM/BBC              | 1987               | BT                 | 6                  | 0                  | 2021                                            | «KTU-Lok», verkauft                                                           |
|                                                                                        |                      | Re 456             | 142–143            | SLM/ABB              | 1993               | VHB (2002)         | (Üb) 02            | 0                  | 2011                                            | «KTU-Lok», von RM/BLS gemietet                                                |
| Triebwagen/-züge                                                                       |                      |                    |                    |                      |                    |                    |                    |                    |                                                 |                                                                               |
| Be 3/4                                                                                 | 43                   |                    |                    | SIG/SAAS/BT          | 1938/1982          | BT                 | (Um)01             | 0                  | 2001                                            | «Tino»; ex BCFe 2/4, BCFe 3/4; an EV verkauft                                 |
| BDe 4/4                                                                                | 80                   | BDe 576            | 048                | SIG/BBC              | 1959               | SOB                | 2                  | 0                  | 2009                                            | an VPM abgegeben; 2010 an DSF                                                 |
| BDe 4/4                                                                                | 81                   | BDe 576            | 049                | SIG/BBC              | 1959               | SOB                | 2                  | 0                  | 2008                                            | an MAKI verkauft                                                              |
| BDe 4/4                                                                                | 50                   | BDe 576            | 050                | SIG/BBC              | 1960               | BT                 | 4                  | 0                  | 2012                                            | an DSF abgegeben                                                              |
| BDe 4/4                                                                                | 51–53                | BDe 576            | 051–053            | SIG/BBC              | 1966–1967          | BT                 | 4                  | 0                  | 2007                                            | 2008 abgebrochen                                                              |
| BDe 4/4                                                                                | 82                   | BDe 576            | 054                | SIG/BBC              | 1966               | SOB                | 1                  | 0                  | 2007                                            | an VPM abgegeben                                                              |
| BDe 4/4                                                                                | 83–85                | BDe 576            | 055–057            | SIG/BBC              | 1978–1979          | SOB                | 5                  | 0                  | 2008                                            | an MAKI verkauft                                                              |
| BDe 4/4                                                                                | 86                   | BDe 576            | 058                | SIG/BBC              | 1978–1979          | SOB                | 5                  | hist.01            |                                                 |                                                                               |
| BDe 4/4                                                                                | 87                   | BDe 576            | 059                | SIG/BBC              | 1978–1979          | SOB                | 5                  | 0                  | 2017                                            | an MAKI verkauft                                                              |
| BDe 4/4                                                                                | VHB 251              | BDe 576            | 060                | SIG/BBC              | 1966               | RM (2004)          | (Üb)01             | 0                  | 2005                                            | ex VHB BDe 4/4 251; an CSG verkauft                                           |
| RBDe 4/4                                                                               | 71–76                | RBDe 566           | 071–076            | FFA/SIG/BBC          | 1982               | BT                 | 6                  | 0                  | 566 071, 073, 074: vor 2020 072, 075, 076: 2020 | NPZ-BT, «Privatbahn-NPZ» 072, 075 an DFZ abgegeben, Ersatzteilspender NPZ TRN |
| BDe 4/4                                                                                | 90–91                | BDe 576            | 490–491 041–042    | SIG/SWS SAAS/BBC/MFO | 1966               | SOB                | 2                  | 0                  | 2004                                            | ex WM BDe 4/4 1–2 042 an DSF abgegeben                                        |
| Steuerwagen                                                                            |                      |                    |                    |                      |                    |                    |                    |                    |                                                 |                                                                               |
| BDt                                                                                    |                      | BDt                | 199                | SWP/BBC              | 1966/1999          | SOB                | 1                  | 0                  | 2014                                            | ex WM Bt 11 (EW I)                                                            |
| ABt                                                                                    | 171–176              | ABt 80-35          | 171–176            |                      | 1982               | BT                 | 6                  | 0                  | ABt 171, 173, 174: vor 2020 172, 176: 2020      | NPZ-BT 172, 175 an DFZ abgegeben, Ersatzteilspender NPZ TRN                   |
| Personenwagen                                                                          |                      |                    |                    |                      |                    |                    |                    |                    |                                                 |                                                                               |
| B                                                                                      | 371–376              | B                  | 371–376            |                      | 1982               | BT                 | 6                  | 0                  |                                                 | NPZ-BT                                                                        |
| B                                                                                      | 381–386              | B 29-35            | 381–386 781–786    | SWA/SIG/ABB          | 1991               | BT                 | 6                  | 0                  | B 781/782 und 785/786: 2019 B 783/784: 2020     | NPZ-BT Doublette VAE2013                                                      |
| B                                                                                      | 350                  | A 18-35            | 719                | SWS                  | 1960               | BT                 | (Um)01             | 0                  |                                                 | Bodan, VAE2013, verkauft an Historische MThB                                  |
| B                                                                                      |                      | B 20-35            | 735–736            |                      | 1960/1998          | SOB                | (Um)02             | 0                  |                                                 | VAE2013 Revvivo, ex Rigi verkauft an MÁV                                      |
| B                                                                                      |                      | B 20-35            | 753–754            | SWS                  | 1967               | BT                 | 3                  | 0                  | B 753: 2019 (nach Achslagerschaden) B 754: 2020 | VAE2013 EW I B 767: Personaltransporte Baustelle Ceneri Basistunnel           |
| B                                                                                      | 767                  | B 20-35            | FFA                | 1968                 |                    | BT                 | 3                  | 0                  | B 753: 2019 (nach Achslagerschaden) B 754: 2020 | VAE2013 EW I B 767: Personaltransporte Baustelle Ceneri Basistunnel           |
| Rangierlokomotiven und Traktoren                                                       |                      |                    |                    |                      |                    |                    |                    |                    |                                                 |                                                                               |
| Eea 3/3                                                                                | 31                   | Eea 936            | 031                | Henschel/AEG         | 1966               | (1995)/BT          | (Üb)02             | 0                  | 2015                                            | ex RAG 281, BT 31                                                             |
| Eea 3/3                                                                                | 32                   | Eea 936            | 032                | Henschel/AEG         | 1966               | (1995)/BT          | (Üb)02             | 0                  | 2012                                            | ex RAG 283, BT 32; 2014 abgebrochen                                           |
|                                                                                        |                      | Am 846             | 033                | Krupp/AEG            | 1963               | (1990)/SOB         | (Üb)01             | 0                  | 2010                                            | ex ME 1500 (201 001); 2012 an JÜST verkauft                                   |
| TmIII                                                                                  | 32                   | Tm 236             | 432                | Jung                 | 1958               | SOB                | 1                  | 0                  | 2004                                            | ex Zürcher Freilager, an Militärmuseum Full verkauft                          |
| TmIII                                                                                  | 1                    | Tm 236             | 001                | RACO                 | 1962               | BT                 | 2                  | 0                  |                                                 |                                                                               |
| TmIII                                                                                  | 2                    | Tm 236             | 002                | RACO                 | 1962               | BT                 | 2                  | 0                  |                                                 |                                                                               |
| TmIII                                                                                  | 33                   | Tm 236             | 009                | Stadler              | 1983               | SOB                | 1                  | 0                  | 2017                                            | an EDG verkauft                                                               |
| TmIII                                                                                  |                      | Tm 236             | 010                | RACO/Saurer          | 1985               | SBB (2008)         | (Üb)02             | 0                  | 2013                                            | ex SBB TmIII 9517; an WRS verkauft                                            |
| TmIII                                                                                  | 011                  | Tm 236             |                    | RACO/Saurer          |                    | SBB (2008)         | (Üb)02             | 0                  | ex SBB TmIII 9596                               |                                                                               |
| Dienstfahrzeuge                                                                        |                      |                    |                    |                      |                    |                    |                    |                    |                                                 |                                                                               |
|                                                                                        |                      | XTmas              | 005                | Windhoff             | 2010               |                    | 2                  | 0                  | Jahr?                                           | MPV; an KUMA verkauft                                                         |
| 006                                                                                    | 2014                 | XTmas              |                    | Windhoff             | 2010               |                    | 2                  | 0                  |                                                 | MPV; an KUMA verkauft                                                         |
| Üb = Übernahme aus fremden Bestand (Gebrauchtfahrzeug); Um = Umbau aus eigenem Bestand |                      |                    |                    |                      |                    |                    |                    |                    |                                                 |                                                                               |